# Zelotibia johntony
Zelotibia johntony Nzigidahera & Jocqué, 2009 è un ragno appartenente alla famiglia Gnaphosidae.

## Etimologia
Il nome della specie è composto dai nomi dei due descrittori del genere Zelotibia: john per John Murphy e tony per Anthony Russell-Smith.

## Caratteristiche
L'olotipo femminile rinvenuto ha lunghezza totale è di 4,40mm; la lunghezza del cefalotorace è di 2,00mm; e la larghezza è di 1,52mm.

## Distribuzione
La specie è stata reperita nel Congo centrorientale: l'olotipo femminile è stato rinvenuto a Bikara, 18 chilometri a sud di Lubero, appartenente alla provincia del Kivu Nord.

## Tassonomia
Al 2016 non sono note sottospecie e dal 2005 non sono stati esaminati nuovi esemplari.